# 20番街駅 (BMTウェスト・エンド線)
20番街駅（20ばんがいえき、英語: 20th Avenue）はニューヨーク市地下鉄BMTウェスト・エンド線の駅で、ブルックリン区ベンソンハーストの20番街-86丁目交差点にある。終日D系統が停車する。

## 駅構造
| P ホーム階 | 相対式ホーム、右側ドアが開く | 相対式ホーム、右側ドアが開く                                                   |
| P ホーム階 | 北行緩行線                   | ← ノーウッド-205丁目駅行き（18番街駅）                                         |
| P ホーム階 | 混雑方向 急行線              | → 定期列車なし                                                                 |
| P ホーム階 | 南行緩行線                   | → コニー・アイランド-スティルウェル・アベニュー駅行き（ベイ・パークウェイ駅）→ |
| P ホーム階 | 相対式ホーム、右側ドアが開く |                                                                                |
| M          | 改札階                       | 改札口、駅員詰所、メトロカード自動券売機                                       |
| G          | 地上階                       | 出入口                                                                         |

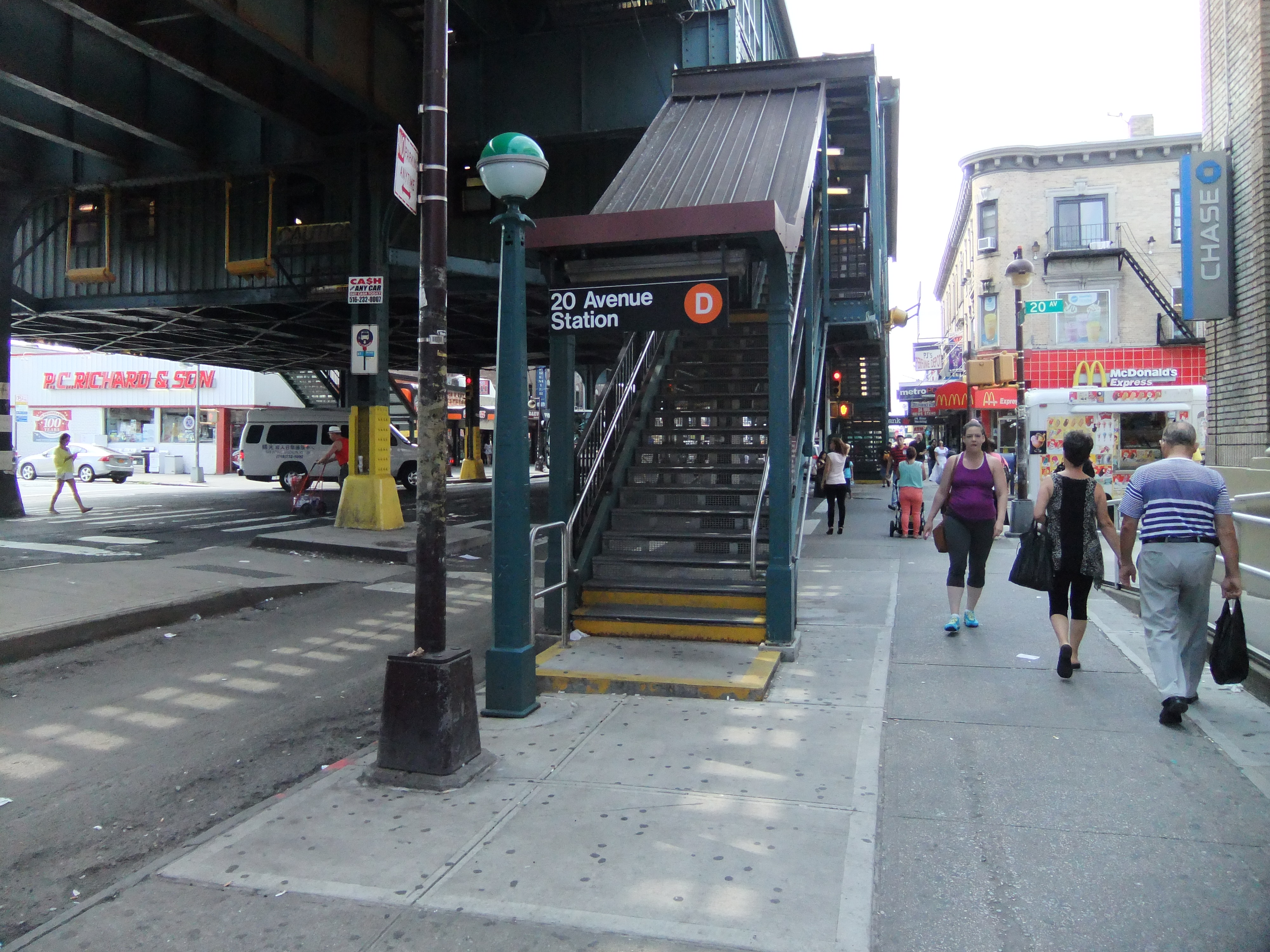
南西側の階段

20番街駅は相対式ホーム2面3線の高架駅で1916年9月15日に開業した。中央を走る急行線は普段使われていない。コニー・アイランド駅方面ホームはマンハッタン方面ホームよりいくらか南側に寄っているが、これは1960年代にホームを拡張したためである。
どちらのホームにもほぼ全長に渡って緑色のフレームと支柱で茶色の屋根がかけられ、ベージュの風防が取り付けられている。ホームの露天部には街灯が設けられている。駅名標はニューヨーク市地下鉄標準の黒地に白のレタリングを施したものである。
2012年に、2009年アメリカ復興・再投資法に基づく資金拠出を受けて改装された。

### 出入口
高架駅舎はホームおよび線路下の中央にある。各ホームから階段を下りると待合所とホーム間連絡通路、自動改札機がある。改札の外にはトークン・ブースと4本の階段があり、20番街-86丁目交差点の4ツ角のどこにでも出ることができる。